# Тхор, Григорий Илларионович
Григорий Илларионович Тхор (28 сентября 1903 — январь 1943) — советский военачальник, генерал-майор авиации (1940), участник Гражданской войны в Испании и Великой Отечественной войны. В сентябре 1941 года попал в плен, расстрелян в концлагере.

## Биография
Григорий Тхор родился 28 сентября 1903 года в селе Подлипное (ныне — в Конотопском районе, Сумская область) в крестьянской семье. После окончания пятиклассной школы работал в отцовском хозяйстве. В 1923 году добровольно вступил в Рабоче-Крестьянскую Красную Армию, в 1924 году окончил пехотную школу, после чего командовал различными стрелковыми подразделениями. В 1931 году окончил школу лётчиков-наблюдателей, в 1935 году — школу пилотов. Командовал звеном, эскадрильей, в 1937 году был назначен командиром бригады 64-й тяжёлой бомбардировочной авиационной дивизии.
В течение года добровольцем воевал на стороне республиканцев во время Гражданской войны в Испании. 4 августа 1939 года было присвоено звание комбрига. По возвращении занял должность заместителя командующего военно-воздушными силами Забайкальского военного округа. В 1940 году назначен командиром тяжёлой авиационной бригады Сибирского военного округа. 4 июня 1940 года присвоено звание генерал-майора авиации.
В мае 1941 года окончил Высшие Академические курсы при Военной академии Генштаба, после чего занимал должность заместителя командира 62-й тяжёлой авиационной дивизии Киевского особого военного округа. Дивизия принимала участие в приграничных боях с немецкими войсками и в Киевской оборонительной операции. 
В середине сентября 1941 года при попытке выйти из окружения во время одного из боёв Тхор попал в плен. Первоначально содержался в концентрационном лагере Хаммельбург, затем во Флоссенбюрг, где он сплотил вокруг себя подпольщиков и стал активным членом антифашистской организации. 
За антинацистскую агитацию был отправлен в Нюрнбергскую тюрьму, где в январе 1943 года расстрелян.

## Награды
Награждён двумя орденами Ленина (22.02.1939, 26.06.1991 — посмертно), тремя орденами Красного Знамени (2.01.1937, 4.07.1937, 14.11.1938), орденом «Знак Почёта» (25.05.1936). С 12 марта 1959 года имя Григория Тхора навечно зачислено в списки 1-й эскадрильи 815-го тяжёлого бомбардировочного авиационного полка.
Указом Президента СССР Михаила Горбачёва от 26 июня 1991 года за «мужество и героизм, проявленные в борьбе с немецко-фашистскими захватчиками в Великой Отечественной войне 1941—1945 годов», генерал-майор авиации Григорий Илларионович Тхор посмертно удостоен звания Героя Советского Союза за номером 11657.